# Wolfgang Rott
Wolfgang Rott (ur. 28 listopada 1946 w Mettmann) – niemiecki hokeista na trawie, złoty medalista olimpijski z Monachium.
Reprezentował barwy RFN. Brał udział w trzech igrzyskach (IO 68, IO 72, IO 76). Największy sukces w karierze odniósł w 1972 przed własną publicznością, kiedy to sięgnął po złoty medal olimpijski. Był bramkarzem. Sięgnął po brąz mistrzostw świata w 1973 i 1975, był mistrzem Europy w 1970 i  wicemistrzem w 1974. Łącznie rozegrał w kadrze 99 spotkań w latach 1966-1977. 
Jego syn, Eiko, także był hokeistą na trawie, reprezentantem kraju.